# Ryszard Białecki
Ryszard Białecki (ur. 28 maja 1928 w Łodzi, zm. 31 sierpnia 2024 w Warszawie) – pułkownik Sił Zbrojnych Polskiej Rzeczypospolitej Ludowej, oficer aparatu politycznego.

## Życiorys
21 września 1946 r., mając 18 lat, został najmłodszym podchorążym Oficerskiej Szkoły Polityczno-Wychowawczej w Łodzi, którą ukończył w 1949 r. Na stopień podporucznika promował go wiceminister obrony narodowej gen. dyw. Marian Spychalski.  W latach 1949–1951 zajmował stanowisko zastępcy dowódcy kompanii i starszego instruktora Wydziału Oficerskiej Szkoły Piechoty nr 1 we Wrocławiu. W okresie 1951–1954 był słuchaczem  Akademii Wojskowo-Politycznej w Warszawie, po ukończeniu której został zastępcą szefa Wydziału oraz starszym wykładowcą (1954–1958) w Centrum Wyszkolenia Kwatermistrzowskiego w Poznaniu. W 1958 r. ponownie znalazł się w Łodzi i do 1960 r. zajmował stanowiska zastępcy dowódcy Centralnej Bazy Zaopatrzenia Intendenckiego. W latach 1960–1962 był inspektorem w Głównym Zarządzie Politycznym WP, a w latach 1962–1972 zastępcą szefa Wojsk Inżynieryjno-Budowlanych w Warszawie. Studia magisterskie w WAP ukończył w 1973 r. Następnie był zastępcą dowódcy Centralnego Stanowiska Dowodzenia Dowódcy Wojsk Obrony Powietrznej Kraju do 1989 r. Od 1989 roku w stanie spoczynku. 
W 2004 r. na walnym zgromadzeniu Stowarzyszenia Seniorów Lotnictwa Wojskowego RP w Poznaniu wnioskował o symboliczny pochówek rozsianych po świecie i kraju szczątków poległych polskich lotników. Z jego inicjatywy w 1966 r. wybudowano Szkołę Podstawową w m. Grupa koło Grudziądza. Zainicjował i zrealizował udział kadry żołnierzy służby zasadniczej Centralnego Stanowiska Dowodzenia w pracy społecznej przy odbudowie Zamku Królewskiego w Warszawie oraz udokumentował ją w postaci księgi pamiątkowej ilustrowanej zdjęciami i podziękowaniami obywatelskiego Komitetu Odbudowy.  Był współinicjatorem ufundowania tablicy upamiętniającej 50-lecie Centralnego Stanowiska Dowodzenia Dowódcy DWOPK/ Dowódcy WLOP oraz 60. rocznicy złamania szyfru „Enigmy” – tablicy usytuowanej przed bramą COP. Przyczynił się do utworzenia Instytutu Badań Naukowych im. gen. Edwina Rozłubirskiego.

## Odznaczenia i wyróżnienia
- Krzyż Komandorski Orderu Odrodzenia Polski
- Krzyż Oficerski Orderu Odrodzenia Polski
- Krzyż Kawalerski Orderu Odrodzenia Polski
- Złota odznaka „Za Zasługi dla Warszawy”
- Medal Odbudowy Zamku Królewskiego w Warszawie
- Honorowa Odznaka Za Zasługi dla Związku Byłych Żołnierzy Zawodowych i Oficerów Rezerwy WP
- Wpis do Księgi Zasłużonych dla Wojsk Obrony Powietrznej Kraju
- Wpis do Księgi Zasłużonych dla Związku Żołnierzy LWP
- inne odznaczenia resortowe, regionalne i organizacyjne